# Mierzęcice (gromada)
Mierzęcice – dawna gromada, czyli najmniejsza jednostka podziału terytorialnego Polskiej Rzeczypospolitej Ludowej w latach 1954–1972.
Gromady, z gromadzkimi radami narodowymi (GRN) jako organami władzy najniższego stopnia na wsi, funkcjonowały od reformy reorganizującej administrację wiejską przeprowadzonej jesienią 1954 do momentu ich zniesienia z dniem 1 stycznia 1973, tym samym wypierając organizację gminną w latach 1954–1972.
Gromadę Mierzęcice z siedzibą GRN w Mierzęcicach utworzono – jako jedną z 8759 gromad na obszarze Polski – w powiecie zawierciańskim w woj. stalinogrodzkim, na mocy uchwały nr 24/54 WRN w Stalinogrodzie z dnia 5 października 1954. W skład jednostki weszły obszary dotychczasowych gromad Mierzęcice, Sadowie i Toporowice ze zniesionej gminy Mierzęcice w tymże powiecie, a także oddziały leśne nr nr 210–222 z Nadleśnictwa Łysa Góra. Dla gromady ustalono 25 członków gromadzkiej rady narodowej.
20 grudnia 1956 województwo stalinogrodzkie przemianowano (z powrotem) na katowickie.
31 grudnia 1959 do gromady Mierzęcice włączono obszar zniesionej gromady Nowa Wieś w tymże powiecie.
31 grudnia 1961 do gromady Mierzęcice włączono obszar zniesionej gromady Zendek w tymże powiecie; z gromady Mierzęcice wyłączono natomiast wieś Toporowice, włączając ją do gromady Przeczyce w tymże powiecie.
1 stycznia 1970 z gromady Mierzęcice wyłączono wieś Zendek, włączając ją do gromady Ożarowice w powiecie tarnogórskim w tymże województwie.
Gromada przetrwała do końca 1972 roku, czyli do kolejnej reformy gminnej. 1 stycznia 1973 w powiecie zawierciańskim reaktywowano gminę Mierzęcice (od 1999 gmina Mierzęcice znajduje się w powiecie będzińskim w woj. śląskim).